# آرون بولوك
آرون بولوك (بالإنجليزية: Aron Pollock)‏ هو لاعب كرة قدم بريطاني في مركز الدفاع، ولد في 23 مارس 1998 في Basildon ‏ في المملكة المتحدة. لعب مع نادي ليتون أورينت.

## وصلات خارجية
- آرون بولوك على موقع قاعدة بيانات كرة القدم.إي يو (الإنجليزية)
- آرون بولوك على موقع Soccerbase.com (لاعب) (الإنجليزية)
- آرون بولوك على موقع Soccerway.com (الإنجليزية)